# Gongchepu

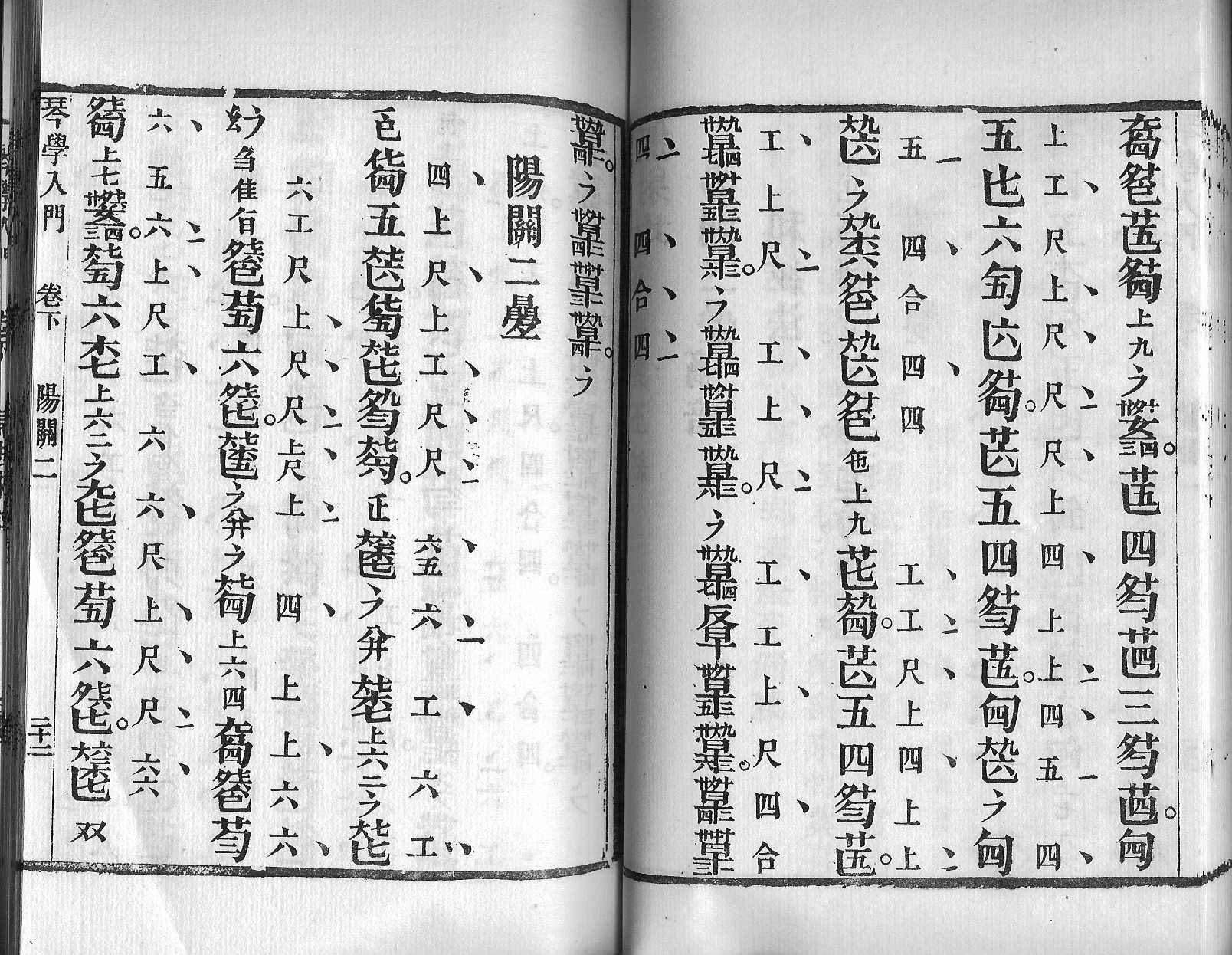
en notation du gongchepu.

La notation gongche ou le gongchepu (chinois traditionnel : 工尺譜 ; chinois simplifié : 工尺谱 ; pinyin : gōngchěpǔ ; litt. « notation mi-ré »), également appelé en coréen gongcheokbo (공척보, hanja : 工尺譜) et en japonais kōsekifu (工尺譜), est un système de notation musicale utilisé dans la sphère culturelle chinoise pour les morceaux de musique ancienne et pour les opéras.
Cette notation est aujourd'hui en grande partie remplacée par le jianpu,, ou par la partition occidentale,,, une évolution critiquée par certains musiciens pour son effet à rendre morte la musique traditionnelle,.

## Histoire
Issues de notations plus anciennes,, la notation gongche sous sa forme actuelle est apparue sous la dynastie Yuan et est devenue populaire sous les dynasties Ming et Qing.
Au sens large, une forme de cette notation est apparue à l'époque de la dynastie Song,.

## Noms de notes

### Échelle
Dans ce système chaque note de musique dans l'échelle est désignée par un symbole semblable à un caractère chinois. En principe, l'échelle utilisée est une échelle heptatonique qui correspond approximativement au mode majeur. Or, il y a une « ancienne échelle », qui était utilisée avant le VIe siècle, et une « nouvelle échelle ». Le système de base utilise donc dix symboles (qui sont des vrais caractères chinois) :
| Degré en tant que mode majeur | Degré en tant que mode majeur | Symbole,   | Symbole, | Prononciation | Prononciation | Prononciation | Homologue dans l'ancien gamme pentatonique |
| Ancienne échelle              | Nouvelle échelle              | Standard   | Cursif   | En mandarin   | En cantonais  | En japonais   | Homologue dans l'ancien gamme pentatonique |
| ----------------------------- | ----------------------------- | ---------- | -------- | ------------- | ------------- | ------------- | ------------------------------------------ |
| 3                             | 7                             | 乙         | 乙       | yĭ            | ji6           | i             | 變宮                                       |
| 2                             | 6                             | 五         | 五       | wŭ            | Inconnu       | u             | 羽                                         |
| 1                             | 5                             | 六         | 六       | liù           | liu5          | riu           | 徵                                         |
| 7                             | 4                             | 凡         | 凢       | fán           | faan6         | han           | 變徵                                       |
| 6                             | 3                             | 工         |          | gōng          | gung1         | kon           | 角                                         |
| 5                             | 2                             | 尺         |          | chĕ           | ce1           | chie          | 商                                         |
| 4                             | 1                             | 上         | 上       | shàng         | saang1        | jan           | 宮                                         |
| 3                             | 7                             | 一         | 一       | yī            | Inconnu       | i             | 變宮                                       |
| 2                             | 6                             | 四 (ou 士) | の       | sì            | (si6)         | sui           | 羽                                         |
| 1                             | 5                             | 合         | 口 ou 亽 | hé            | ho4           | hau           | 徵                                         |

Aujourd'hui on dit que le sol et le fa dans l'octave inférieure de l'échelle (c.-à.-d. de la nouvelle échelle) sont désignés par des caractères différents ; le si de l'octave inférieure n'est désigné par un caractère différent que dans certains systèmes,.

### Octaves
Il existe plusieurs systèmes incompatibles pour désigner les différentes octaves, dont l'utilisation de différents caractères, l'ajout de différents radicaux, l'ajout de signes diacritiques,, et autres. Dans certains de ces systèmes, l'octave inférieure, sauf le sol et le la, n'est traditionnellement pas indiquée,.
Quelques exemples :
| Octave               | Degré | Symbole           | Symbole           | Symbole          | Symbole            |
| Octave               | Degré | Système cantonais | Système de Kunqu, | Système japonais | Système taïwanais, |
| -------------------- | ----- | ----------------- | ----------------- | ---------------- | ------------------ |
| 2 octaves au-dessus  | 7     | Inconnu           | Inconnu           | 𢒼               | Inconnu            |
| 2 octaves au-dessus  | 6     | Inconnu           | Inconnu           | 鿉 (ou )         | Inconnu            |
| 2 octaves au-dessus  | 5     | Inconnu           | Inconnu           | 𢓌 (ou 㣛)       | Inconnu            |
| 2 octaves au-dessus  | 4     | Inconnu           | Inconnu           | ⼻凡             | Inconnu            |
| 2 octaves au-dessus  | 3     | Inconnu           | Inconnu           | 𢓁               | Inconnu            |
| 2 octaves au-dessus  | 2     | Inconnu           | Inconnu           | 鿈               | Inconnu            |
| 2 octaves au-dessus  | 1     | Inconnu           | Inconnu           | ⼻上             | Inconnu            |
| 1 octave au-dessus   | 7     | Inconnu           | Inconnu           | 亿               | Inconnu            |
| 1 octave au-dessus   | 6     | 鿉                | Inconnu           | 伍 (ou 伵)       | Inconnu            |
| 1 octave au-dessus   | 5     | 𢓌                | 𠆾                | 𠆾 (ou 佮)       | Inconnu            |
| 1 octave au-dessus   | 4     | 𢓉                | 𠆩                | 𠆩               | Inconnu            |
| 1 octave au-dessus   | 3     | 𢓁                | 仜                | 仜               | 仜                 |
| 1 octave au-dessus   | 2     | 鿈                | 伬                | 伬               | 亻乂               |
| 1 octave au-dessus   | 1     | 生                | 仩                | 仩               | 仩                 |
| Octave de base       | 7     | 𢒼                | 乙                | 乙               | 乙 ou 亿           |
| Octave de base       | 6     | 五                | 五                | 五 (ou 四)       | 五                 |
| Octave de base       | 5     | 六                | 六                | 六 (ou 合)       | 六                 |
| Octave de base       | 4     | 反                | 凡                | 凡               | 凡                 |
| Octave de base       | 3     | 工                | 工                | 工               | 工                 |
| Octave de base       | 2     | 尺                | 尺                | 尺               | 乂                 |
| Octave de base       | 1     | 上                | 上                | 上               | 上                 |
| 1 octave au-dessous  | 7     | 乙                | 一                | 乙               | 乙                 |
| 1 octave au-dessous  | 6     | 士                | 四                | 四 ou 士 (ou 五) | 士                 |
| 1 octave au-dessous  | 5     | 合                | 合                | 合 (ou 六)       | 合                 |
| 1 octave au-dessous  | 4     | 仮                | 𪛝                | Inconnu          | Inconnu            |
| 1 octave au-dessous  | 3     | 仜                | 𪛜                | Inconnu          | Inconnu            |
| 1 octave au-dessous  | 2     | 伬                | 𪛛                | Inconnu          | Inconnu            |
| 1 octave au-dessous  | 1     | 仩                | 𪛚                | Inconnu          | Inconnu            |
| 2 octaves au-dessous | 7     | 亿                | Inconnu           | Inconnu          | Inconnu            |
| 2 octaves au-dessous | 6     | 仕                | Inconnu           | Inconnu          | Inconnu            |
| 2 octaves au-dessous | 5     | 佮                | Inconnu           | Inconnu          | Inconnu            |
| 2 octaves au-dessous | 4     | Inconnu           | Inconnu           | Inconnu          | Inconnu            |
| 2 octaves au-dessous | 3     | Inconnu           | Inconnu           | Inconnu          | Inconnu            |
| 2 octaves au-dessous | 2     | Inconnu           | Inconnu           | Inconnu          | Inconnu            |
| 2 octaves au-dessous | 1     | Inconnu           | Inconnu           | Inconnu          | Inconnu            |

Malgré ces différents systèmes de représentation des différentes octaves, il n'est pas en fait possible de savoir assurément les octaves justes des notes. Dans certains cas il faut ignorer les indications d'octave.

## Rythme
Dans la notation gongche le rythme est précisé à l'aide de quelques symboles rubys, appelés banliao (板撩, bănliáo) ou banyan (板眼, bănyăn) en mandarin mais dingban (叮板, cantonais Jyutping : ding1 baan2) en cantonais. La mesure à un temps, la mesure à deux temps, la mesure à quatre temps et une œuvre musicale sans division en mesures sont possibles.
Dans certaines versions japonaises de ce système, les durées sont précisées. Pourtant, dans le système d'origine, les durées exactes ne sont pas précisées — c'est-à-dire que l'utilisation de cette notation nécessite le recours à l'improvisation — en fait, dans certains genres de musique, les temps faibles ne sont pas traditionnellement indiqués.
Dans le système d'origine, les temps forts sont désignés par les symboles ban (板, băn, cantonais Jyutping : baan2, « planche ») alors que les temps faibles sont désignés par les symboles appelés liao (撩, liáo), yan (眼, yăn, cantonais Jyutping : ngaan5) ou ding (cantonais Jyutping : ding1). Or, le jeu de symboles n'est pas uniforme ; par exemple, quelques-uns de ces symboles sont les suivants :
| Type de temps          | Symbole           | Symbole          | Symbole           | Symbole           | Symbole           | Symbole                          |
| Type de temps          | Système cantonais | Système de Kunqu | Systèmes japonais | Systèmes japonais | Systèmes japonais | Système taïwanais                |
| ---------------------- | ----------------- | ---------------- | ----------------- | ----------------- | ----------------- | -------------------------------- |
| Temps fort             | x                 | ､                | NC                | ｡                 | ｡                 | ｡                                |
| Temps moyennement fort | ､                 | ｡                | NC                | NC                | ､                 | ､                                |
| Temps faible           | ､                 | .                | NC                | NC                | ､                 | ､                                |
| Silence                | Inconnu           | └─               | NC                | Inconnu           | Inconnu           | ╙─ ou └─ selon le type de mesure |

On note que le symbole « ､ » désigne un temps fort dans le système de Kunqu mais un temps faible dans trois des autres systèmes.

### Variants historiques
Les gongchepu de la dynastie Ming peuvent être organisés dans une grille, où chaque cellule représente une mesure.